# دونالد پیکرینگ
دونالد پیکرینگ (انگلیسی: Donald Pickering؛ ‏ ۱۵ نوامبر ۱۹۳۳ – ۱۹ دسامبر ۲۰۰۹) بازیگر اهل بریتانیا بود. وی بین سال‌های ۱۹۵۲ تا ۲۰۰۴ میلادی فعالیت می‌کرد.
از فیلم‌ها یا مجموعه‌های تلویزیونی که وی در آن‌ها نقش داشته‌است، می‌توان به کلئوپاتراها، دکتر هو، بله آقای وزیر، حرفه‌ای‌ها، ترغیب‌گران!، خیابان هاف مون، سی و نه پله، پلی در دوردست، فارنهایت ۴۵۱ و نبرد تانک‌ها اشاره نمود.